# Élections générales britanno-colombiennes de 2005
L'élection générale britanno-colombienne de 2005 (officiellement, la 38e élection générale) se déroule le 17 mai 2005 afin d'élire les députés à l'Assemblée législative de la Colombie-Britannique.
Le Parti libéral de la Colombie-Britannique, dirigé par le premier ministre Gordon Campbell, est reconduit au pouvoir avec un gouvernement majoritaire réduit. Toutefois, lors de l'élection précédente de 2001, les libéraux avaient remporté 77 sièges contre 2 pour le Nouveau Parti démocratique, un résultat sans précédent. Il était donc attendu que le NPD améliorerait son score en 2005 aux dépens des libéraux.
En vertu d'amendements apportés à la Loi constitutionnelle de la Colombie-Britannique en 2001, les élections en Colombie-Britannique ont désormais lieu à date fixe, le deuxième mardi en mai tous les quatre ans.
Le référendum sur la réforme électorale se déroule conjointement avec cette élection. La question posée à la population demande si oui ou non ils appuient les réformes électorales proposées par l'Assemblée citoyenne sur la réforme électorale ; les propositions incluaient notamment l'adoption d'un système de vote unique transférable. La barre est fixée à 60 % ; si la proposition avait été adoptée, le nouveau système électoral aurait été mis en place pour l'élection générale de 2009. Même si la proposition a reçu une majorité claire de voix (58 % en faveur), c'était juste en dessous du niveau requis pour l'adoption. Le premier ministre Campbell a promis un second référendum sur la question en novembre 2008.

## Campagne électorale

### Sondages

#### Intentions de vote
|  |

| Dernier jour du sondage                                          | Libéral | NPD   | Vert  | Unité (en) | Autres | Sondeur     | ME    | Échantillon | Source |
| ---------------------------------------------------------------- | ------- | ----- | ----- | ---------- | ------ | ----------- | ----- | ----------- | ------ |
| Dernier jour du sondage                                          |         |       |       |            |        | Sondeur     | ME    | Échantillon | Source |
| Résultats du vote                                                | 45,80   | 41,52 | 9,18  | 0,01       | 3,49   |             |       |             |        |
| 11 mai 2005                                                      | 49      | 36    | 13    | NC         | 2      | Strategic   | NC    | NC          | HTML   |
| 10 mai 2005                                                      | 47      | 39    | 11    | NC         | 3      | Ipsos       | ± 3,5 | 1 050       | 1,2    |
| 9 mai 2005                                                       | 45      | 40    | 12    | NC         | 3      | Mustel      | NC    | NC          | HTML   |
| 5 mai 2005                                                       | 39      | 40    | 13    | NC         | 8      | Robbins SCE | NC    | NC          | HTML   |
| La campagne électorale est déclenchée (19 avril 2005)            |         |       |       |            |        |             |       |             |        |
| 26 avril 2005                                                    | 46      | 39    | 13    | NC         | 2      | Ipsos       | ± 3,5 | 1,050       | 1,2    |
| 6 avril 2005                                                     | 43      | 34    | 14    | NC         | 8      | Nordic      | NC    | NC          | HTML   |
| 14 mars 2005                                                     | 46      | 39    | 12    | NC         | 4      | Ipsos       | ± 3,5 | 800         | 1,2    |
| 30 novembre 2004                                                 | 44      | 41    | 12    | 0          | 3      | Ipsos       | ± 3,5 | 800         | 1,PDF  |
| 15 septembre 2004                                                | 40      | 38    | 16    | 3          | 3      | Ipsos       | ± 3,5 | 800         | 1,PDF  |
| 7 juillet 2004                                                   | 37      | 38    | 18    | 4          | 3      | Ipsos       | ± 3,5 | 800         | 1,2    |
| 7 mars 2004                                                      | 39      | 42    | 12    | 5          | 1      | Ipsos       | ± 3,5 | 800         | 1,2    |
| 8 décembre 2003                                                  | 41      | 37    | 14    | 5          | 4      | Ipsos       | ± 3,5 | 800         | 1,PDF  |
| Carole James est élue cheffe du NPD (23 novembre 2003)           |         |       |       |            |        |             |       |             |        |
| 9 septembre 2003                                                 | 45      | 31    | 17    | 4          | 4      | Ipsos       | ± 3,5 | 800         | 1,PDF  |
| 12 mai 2003                                                      | 44      | 28    | 18    | 5          | 5      | Ipsos       | ± 3,5 | 800         | 1,PDF  |
| 10 mars 2003                                                     | 44      | 30    | 19    | 3          | 3      | Ipsos       | ± 3,5 | 800         | 1,PDF  |
| 13 janvier 2003                                                  | 41      | 34    | 18    | 3          | 4      | Ipsos       | ± 3,5 | 800         | 1,PDF  |
| 9 décembre 2002                                                  | 44      | 31    | 17    | 5          | 3      | Ipsos       | ± 3,5 | 800         | 1,PDF  |
| 11 septembre 2002                                                | 43      | 28    | 19    | 5          | 5      | Ipsos       | ± 3,5 | 800         | HTML   |
| 11 juin 2002                                                     | 48      | 25    | 18    | 5          | 5      | Ipsos       | ± 3,5 | 800         | HTML   |
| 8 mai 2002                                                       | 45      | 27    | 20    | 4          | 4      | Ipsos       | ± 3,5 | 800         | 1,2    |
| 11 mars 2002                                                     | 48      | 28    | 16    | 3          | 5      | Ipsos       | ± 3,5 | 800         | 1,2    |
| 10 décembre 2001                                                 | 50      | 21    | 17    | 8          | 3      | Ipsos       | ± 3,5 | 800         | 1,2    |
| 21 septembre 2001                                                | 62      | 15    | 14    | 3          | 5      | Ipsos       | NC    | NC          | HTML   |
| Joy MacPhail est nommée cheffe intérimaire du NPD (16 juin 2001) |         |       |       |            |        |             |       |             |        |
| Élections de 2001                                                | 57,62   | 21,56 | 12,39 | 3,23       | 5,20   |             |       |             |        |

#### Satisfaction envers le gouvernement
| Sondeur | Dernier jour du sondage | Total satisfaits | Total insatisfaits | NSP / Refus | Détail          | Détail            | Détail             | Détail            | Échantillon | Marge d'erreur |
| Sondeur | Dernier jour du sondage | Total satisfaits | Total insatisfaits | NSP / Refus | Très satisfaits | Plutôt satisfaits | Plutôt insatisfait | Très insatisfaits | Échantillon | Marge d'erreur |
| ------- | ----------------------- | ---------------- | ------------------ | ----------- | --------------- | ----------------- | ------------------ | ----------------- | ----------- | -------------- |
| Ipsos   | 14 mars 2005            | 48               | 50                 | 2           | 13              | 35                | 17                 | 33                | 800         | ± 3,5          |
| Ipsos   | 11 mars 2002            | 45               | 54                 | 2           | 17              | 28                | 15                 | 39                | 800         | ± 3,5          |
| Ipsos   | 10 décembre 2001        | 49               | 48                 | 3           | 14              | 35                | 18                 | 30                | 800         | ± 3,5          |

## Résultats
| Parti  | Parti                   | Chef                | Candidats | Sièges | Sièges | Sièges | Sièges | Voix      | Voix    | Voix     |
| Parti  | Parti                   | Chef                | Candidats | 2001   | diss.  | Élus   | +/-    | Nb        | %       | +/-      |
| ------ | ----------------------- | ------------------- | --------- | ------ | ------ | ------ | ------ | --------- | ------- | -------- |
|        | Libéral                 | Gordon Campbell     | 79        | 77     | 72     | 46     | -26    | 807 164   | 45,80 % | -11,82 % |
|        | NPD                     | Carole James        | 79        | 2      | 3      | 33     | +30    | 731 761   | 41,52 % | +19,96 % |
|        | Vert                    | Adriane Carr        | 79        | -      | -      | -      | -      | 161 858   | 9,18 %  | -3,21 %  |
|        | Réforme démocratique    | Tom Morino          | 38        | *      | 1      | -      | *      | 14 021    | 0,80 %  | *        |
|        | Marijuana               | Marc Emery          | 44        | -      | -      | -      | -      | 11 519    | 0,65 %  | -2,57 %  |
|        | Conservateur            | Barry Chilton       | 7         | -      | -      | -      | -      | 9 623     | 0,55 %  | +0,4 %   |
|        | Work Less               | Conrad Schmidt      | 11        | *      | -      | -      | *      | 1 642     | 0,09 %  | *        |
|        | Libertarien             | (vacant)            | 6         | *      | -      | -      | *      | 1 054     | 0,06 %  | *        |
|        | Platinum                | Jeff Evans          | 11        | *      | -      | -      | *      | 779       | 0,04 %  | *        |
|        | Western Refederation    | (vacant)            | 4         | *      | -      | -      | *      | 675       | 0,04 %  | *        |
|        | Crédit social           | (vacant)            | 2         | -      | -      | -      | -      | 502       | 0,03 %  | -0,09 %  |
|        | Your Political Party    | James Filippelli    | 1         | *      | -      | -      | *      | 442       | 0,03 %  | *        |
|        | Western Canada Concept  | Douglas Christie    | 2         | *      | -      | -      | *      | 387       | 0,02 %  | *        |
|        | Front populaire         | Charles Boylan      | 5         | -      | -      | -      | -      | 383       | 0,02 %  | -0,03 %  |
|        | Youth Coalition         | (vacant)            | 2         | *      | -      | -      | *      | 369       | 0,02 %  | *        |
|        | Modérés                 | (vacant)            | 2         | *      | -      | -      | *      | 367       | 0,02 %  | *        |
|        | Réformiste              | (vacant)            | 1         | -      | -      | -      | -      | 365       | 0,02 %  | -0,2 %   |
|        | BC Party                | Grant Mitton        | 2         | *      | -      | -      | *      | 362       | 0,02 %  | *        |
|        | Sex                     | John Ince           | 3         | *      | -      | -      | *      | 305       | 0,02 %  | *        |
|        | Bloc britanno-colombien | Paddy Roberts       | 3         | *      | -      | -      | *      | 282       | 0,02 %  | *        |
|        | Freedom                 | K. M. Keillor       | 2         | -      | -      | -      | -      | 282       | 0,02 %  | -        |
|        | Communiste              | George Gidora       | 3         | -      | -      | -      | -      | 244       | 0,01 %  | -0,01 %  |
|        | Unité                   | Daniel Stelmacker   | 1         | -      | -      | -      | -      | 224       | 0,01 %  | -3,22 %  |
|        | Emerged Democracy       | Tony Luck           | 1         | *      | -      | -      | *      | 151       | 0,01 %  | *        |
|        | Patriote                | Andrew Hokhold      | 2         | -      | -      | -      | -      | 90        | 0,01 %  | -        |
|        | Indépendant             | Indépendant         | 23        | -      | 1      | -      | -      | 16 152    | 0,92 %  | +0,00 %  |
|        | Aucune appartenance     | Aucune appartenance | 5         | -      | -      | -      | -      | 1 447     | 0,08 %  | +0,03 %  |
| Vacant | Vacant                  | Vacant              | Vacant    | Vacant | 2      |        |        |           |         |          |
| Total  | Total                   | Total               | Total     | 79     | 79     | 79     |        | 1 762 450 | 100 %   | +5,43 %  |

* N'a pas participé à l'élection précédente.